# Palicus depressus
Palicus depressus is een krabbensoort uit de familie van de Palicidae. De wetenschappelijke naam van de soort is voor het eerst geldig gepubliceerd in 1897 door Rathbun.